# Railroad Tycoon 3
Railroad Tycoon 3 ist eine Wirtschaftssimulation, die von PopTop Software entwickelt und von Gathering am 30. Oktober 2003 für Microsoft Windows erschien. Im August 2004 erschien die kostenlose Erweiterung Coast to Coast. Am 13. September 2004 wurde eine Portierung für Mac OS X von MacSoft inklusive der Erweiterung veröffentlicht.
Es ist der dritte Teil innerhalb der Railroad Tycoon Computerspielserie und der Nachfolger zu Railroad Tycoon II. Mit Sid Meier’s Railroads! existiert ein Nachfolger.

## Spielprinzip
35 Gruppen von Gütern werden in einer Produktionskette vom Rohstoffproduzenten über die Weiterverarbeitung bis hin zum Verbraucher simuliert. Dabei kann der Spieler Fabriken erwerben und anschließend an die Eisenbahn anschließen, so dass diese durch schnellen Warenumschlag profitabler werden. Lediglich bei Expressgüter wie Passagieren und Post entsteht die Nachfrage erst durch das Angebot der Eisenbahn. Zeitlich beginnt das Spiel Mitte des 19. Jahrhunderts im Osten der Vereinigten Staaten. Das Spiel führt in 25 Szenarien über drei Kontinente bis in die Zukunft.

## Rezeption
Es sei allen anderen Eisenbahnsimulationen überlegen. Railroad Tycoon 3 besäße leichte Zugänglichkeit und inhaltliche Tiefe. Die Missionen seien abwechslungsreich. Die 3D-Grafik erfülle ihren Zweck und erzeuge gute Wassereffekte, wirke jedoch nicht lebensecht. Es handele sich um intelligente und gewaltfreie Unterhaltung. Die Bedienung sei intuitiv und die Schwierigkeit gut einstellbar. Die Benutzeroberfläche wirke zwar altbacken, böte jedoch eine komplexe Simulation der Wirtschaft. Dabei werde auf bloße Darstellung von Tabellen verzichtet. Die automatische Ausrichtung der Schienen verhalte sich oft unerwartet. Dennoch wurde der Vorgänger konsequent weiterentwickelt. Trotz weniger Neuerungen wurde viel Wert auf Feinschliff gelegt.